# Council Bluffs
Council Bluffs é uma cidade localizada no estado americano de Iowa, no Condado de Pottawattamie.

## Demografia
Segundo o censo americano de 2010, a sua população era de 62 230 habitantes. Em 2019, foi estimada uma população de 62 166 habitantes.

## Geografia
De acordo com o Departamento do Censo dos Estados Unidos, Council Bluffs tem uma área de 112,98 km², dos quais 106,11 km² cobertos por terra e 6,86 km² cobertos por água.

## Localidades na vizinhança
O diagrama seguinte representa as localidades num raio de 16 km ao redor de Council Bluffs.